# Bugt (tov)
Bugt er en bøjning midt på et tov.